# District de Sahebganj
Le district de Sahebganj est un district de l'état du Jharkhand, en Inde,

## Géographie
Au recensement de 2001, sa population compte 927 584 habitants.
Son chef-lieu est la ville de Sahebganj. 